# Myiophobus inornatus
El mosquero sencillo (Myiophobus inornatus),  también denominado mosqueta sencilla o mosquerito sin adornos (en Perú), es una especie de ave paseriforme de la familia Tyrannidae perteneciente al género Myiophobus. Es nativo de regiones andinas del centro-oeste de América del Sur.

## Distribución y hábitat
Se distribuye por la pendiente oriental de la cordillera de los Andes desde el sureste de Perú (al sur desde Cuzco) hacia el sur hasta el norte de Bolivia (al sur hasta Cochabamba).
Esta especie es considerada poco común en sus hábitats naturales: los estratos medio y bajo de selvas montanas y sus bordes principalmente entre los 1000 y los 2100 m de altitud.

## Sistemática

### Descripción original
La especie M. inornatus fue descrita por primera vez por el ornitólogo estadounidense Melbourne Armstrong Carriker en 1932 bajo el mismo nombre científico; la localidad tipo es: «Santo Domingo (mina Inca), 1830 m, Puno, Perú».

### Etimología
El nombre genérico masculino «Myiophobus» se compone de las palabras del griego «μυια muia, μυιας muias» que significa ‘mosca’, y «φοβος phobos» que significa ‘terror’, ‘miedo’, ‘pánico’; y el nombre de la especie «inornatus», en latín significa ‘liso’, ‘sin adornos’.

### Taxonomía
Es monotípica. Ohlson et al. (2008) presentaron datos genético-moleculares demostrando que el género Myiophobus era altamente polifilético, formado por tres grupos que no son ni cercanamente parientes entre sí; la presente especie, junto a Myiophobus flavicans, M. phoenicomitra y M. roraimae, forma uno de dichos clados. Ohlson et al. (2020) propusieron un nuevo género Scotomyias para reflejar adecuadamente la filogenia del género, pero esto no ha sido adoptado por la mayoría de las clasificaciones.